# Port Canaveral
Port Canaveral is de zeehaven van Cape Canaveral in de Amerikaanse staat Florida. De noordzijde grenst aan  de industriezone van het Cape Canaveral Space Force Station en de zuidzijde aan de stad Cape Canaveral. De haven heeft drie draaibasins en in de westelijke punt van Port Canaveral is een zeesluis waardoor schepen in de achterliggende lagune genaamd Banana River kunnen komen. De zeesluis is onderdeel van het Canaveral Barge Canal dat Merritt Island doorsnijdt en een doorvaart geeft naar de Indian River-lagune waardoor de stad Titusville per binnenvaartschip vanuit Port Canaveral bereikbaar is.
De haven is in gebruik als industriehaven en visserijhaven, maar heeft ook terminals voor Cruiseschepen. Het oostelijkste draaibasin van de haven heet het Trident Basin en is in gebruik bij de United States Navy. Het is geschikt voor de aanleg van nucleaire onderzeeërsen en zwaar beveiligd. Toeristen kunnen vanuit de cruisehaven dagtrips naar het Kennedy Space Center of andere bestemmingen in het midden van Florida’s schiereiland maken. In 2016 ontving Port Canaveral 4,5 miljoen cruisepassagiers.
Een opvallend gebouw in de haven is de zeven verdiepingen tellende Exploration Tower die in de cruisehaven staat. Er worden daar tentoonstellingen gehouden en men heeft er uitzicht over de  haven en de nabij gelegen ruimtehavens. Ook wordt het auditorium in het gebouw nog wel eens gebruikt voor persconferenties.

## Functie voor de ruimtevaartindustrie
Door de ligging dicht bij twee grote ruimtehavens is de haven ook van groot belang voor de ruimtevaartindustrie. Sinds het Apolloprogramma wordt de zeesluis gebruikt om schepen met raketonderdelen vanaf de Atlantische Oceaan naar het Kennedy Space Center te laten varen.
Tegenwoordig is het de thuishaven van de oostkustvloot van ruimtevaartbedrijf SpaceX en ook concurrent Blue Origin zal er op den duur zijn thuishaven van maken. SpaceX laat een deel van hun herbruikbare rakettrappen op droneschepen op zee landen die vervolgens in Port Canaveral van het dek van het landingsschip gehesen worden. Ook Blue Origin is van plan dit te doen. Van 2014 tot de zomer van 2019 huurde SpaceX zelf een mobiele hijskraan om hun rakettrappen aan land te hijsen. In 2018 werd daarvoor door de haven zelf een extra grote mobiele kraan aangeschaft die naast Falcon-boosters ook de boosters van de Blue Origins New Glenn-raket aan land moet kunnen  hijsen. Ook SpaceX Dragon 2-ruimtecapsules worden na berging in Port Canaveral aan land gebracht. SpaceX huurt er ook de werkplaats waar NASA eerder de spaceshuttleboosters opknapte. Dat gebouw wordt nu voor het opknappen en opslaan en onderhouden van Falcon-boosters en Dragon-ruimteschepen ingericht.
Tot 2011 werden ook de gebruikte spaceshuttleboosters er aan land gebracht en was Port Canaveral de thuishaven van de NASA’s bergingsschepen. De externe brandstoftanks van de shuttle werden met NASA’s vrachtschip Pegasus door de haven een de zeesluis naar het Kennedy Space Center gevaren. Heden ten dage volgt de eerste trap van het Space Launch System dezelfde route met hetzelfde schip.
Ook raketten van United Launch Alliance,  Atlas V, Vulcan en eerder ook de Delta IV en Delta II arriveren per schip  vanuit Alabama in Port Canaveral.
Aan de zuidzijde van de havenmond ligt Jetty Park, een recreatiepark met een lange pier waar veel mensen heen gaan om raketlanceringen te bekijken.